# Disepalum coronatum
Disepalum coronatum là loài thực vật có hoa thuộc họ Na. Loài này được Becc. mô tả khoa học đầu tiên năm 1870.